# لورانس جاي فوغل
لورانس جاي فوغل (بالإنجليزية: Lawrence J. Fogel) هو باحث في مجال الذكاء الاصطناعي وعالم حاسوب ومخترع أمريكي، ولد في 2 مارس 1928 في بروكلين في الولايات المتحدة، وتوفي في 18 فبراير 2007 في سان دييغو في الولايات المتحدة.